# Zelominor algarvensis
Zelominor algarvensis är en spindelart som beskrevs av Snazell och Murphy 1997. Zelominor algarvensis ingår i släktet Zelominor och familjen plattbuksspindlar. Inga underarter finns listade i Catalogue of Life.